# Doktor Faustus
Doktor Faustus. Żywot niemieckiego kompozytora Adriana Leverkühna, opowiedziany przez (jego) przyjaciela (niem. Doktor Faustus. Das Leben des deutschen Tonsetzers Adrian Leverkühn, erzählt von einem Freunde) – powieść autorstwa Thomasa Manna napisana w latach 1943–1947. Oparta jest na motywie Fausta: tytułowy bohater podpisuje (lub wskutek choroby wydaje mu się, że podpisuje) pakt z diabłem, dzięki któremu zyskuje natchnienie do tworzenia sztuki. Aby jednak podpisanie paktu było możliwe, mimo swych zainteresowań muzycznych, oddaje się początkowo studiom filozoficznym, później zaś – teologii.

## Zarys treści
Właściwy czas akcji powieści obejmuje lata 1900–1935 i jest opisywany przez narratora (postać Serenusa Zeitbloma) z perspektywy czasów II wojny światowej. Podwójna narracja pozwala potraktować życie Adriana Leverkühna i jego pakt (bądź obłęd) jako metaforę historii Niemiec. Wymowne jest, że Zeitblom opisuje końcowy etap choroby Leverkühna wtrącając uwagi o bombardowaniu Drezna i Jeny.
Kreacja postaci Leverkühna, będącej kompilacją życiorysów Mozarta, Nietzschego i Strawinskiego, wymagała od Manna dużego nakładu pracy, toteż korzystał on z pomocy specjalistów z wielu dziedzin.
Konsultantem muzycznym był Theodor Adorno: wpływ jego estetyki widoczny jest już w tytule (nie przypadkiem Tonsetzer zamiast Komponist). Rozważania o technice kompozytorskiej wyraźnie natomiast nawiązywały do techniki dwunastotonowej Arnolda Schönberga, który miał zresztą o to ogromne pretensje do pisarza. Znajdującą się na końcu powieści informację, że rzeczywistym autorem techniki serialnej jest Schönberg, Mann umieścił na żądanie kompozytora, którego zirytowało przypisanie jego wynalazku diabłu. Przewidywania Adorna dotyczące rozwoju kultury (i zmierzchu dziewiętnastowiecznego mitu religii sztuki) znajdują swój wyraz w postawie Leverkühna, która jest negacją nowożytnej tradycji kultury niemieckiej. Nie przypadkiem jednym z jego największych utworów miała być Apocalypsis cum figuris – kompozycja inspirowana renesansowymi drzeworytami Dürera. Dla niemieckiej kultury powrót do czasów przed reformacją byłby bowiem niemal tożsamy z powrotem do niebytu.

## Bohaterowie

### Główni
- Adrian Leverkühn (1885-1941) – główny bohater powieści, kompozytor; syn Jonathana i Elsbeth, brat Georga (ur. 1880), Urszuli (ur. 1890), późniejszej żony Johannesa Schneideweina z Langensalza, matki Róży (ur. 1911), Ezechiela (ur. 1912), Rajmunda (ur. 1913) i Nepomuka (ur. 1923)
- Serenus Zeitblom (ur. 1883) – narrator, autor biografii Leverkühna, jego przyjaciel od młodzieńczych lat; w trakcie spisywania biografii ma 60 lat; profesor gimnazjalny i docent wyższej szkoły teologicznej
- Rüdiger Schildknapp – przyjaciel Leverkühna z czasów lipskich, z którym podróżował po Europie; anglista, literat, poeta, tłumacz; Ślązak
- Rudolf (Rudi) Schwerdtfeger (zm. 1925) – przyjaciel Leverkühna, skrzypek, kompozytor, pierwsze skrzypce orkiestry Zapfenstösser w Monachium; później wieloletni kochanek zamężnej Inez Institoris (de domo Rodde), przez którą został zastrzelony

### Epizodyczni
- Wendell Kretzschmar – Amerykanin niemieckiego pochodzenia, nauczyciel Leverkühna w Kaisersaschern, organista i wiolonczelista, muzykolog, historyk muzyki; jąkała
- pani Rodde – wdowa po senatorze z Bremy, prowadząca salon przy Rambergstrasse w Monachium
- Inez (Ines) Rodde (potem Institoris) – starsza córka senatorowej, żona Helmuta Institorisa, kochanka Schwerdtfegera i jego późniejsza morderczyni, morfinistka
- Klaryssa Rodde (zm. 1922) – aktorka, poetka, popełniła samobójstwo;
- Max i Elza (Elsa) Schweigestill, a także ich dzieci Gereon i Klementyna, chłopi z Pfeiffering, właściciele domu, którego część wynajmuje Leverkühn
- Maria Godeau – francuska Szwajcarka, o której rękę starał się Leverkühn i Schwerdtfeger
- pani Ferblantier – ciotka Marii Godeau, wdowa
- odwiedzające Leverkühna w Pfeiffering: Meta Nackerdey – nauczycielka fortepianu oraz Kunegunda Rosenstiel – żydówka, współwłaścicielka fabryki kiszek
- towarzystwo monachijskie, spotykające się w salonie senatorowej Rodde, państwa Schlaginhaufenów (przy Briennerstrasse), a także u fabrykanta Bullingera (przy Widenmayerstrasse):
  - państwo Schlaginhaufenowie starsze, zamożne i bezdzietne małżeństwo: mąż ze Szwabii, prywatny docent (doktor); żona z domu von Plausing
  - pan Bullinger – bogaty frabrykant papieru
  - Konrad Knöterich, Monachijczyk, lutnik-amator, jego żona, Natalia, trudniąca się malarstwem, morfinistka
  - doktor Kranich – numizmatyk, astmatyk
  - Leo Zink – malarz, Austriak z okolic Bolzano
  - Baptysta Spengler (ur. ok. 1885, zm. 1930) – malarz pochodzący ze środkowych Niemiec
  - doktor Helmut Institoris – teoretyk i historyk sztuki, docent Wyższej Szkoły Technicznej, później mąż Inez (niem. Ines) Rodde, ojciec Lukrecji i bliźniąt Aennchen i Riekchen
  - baron von Riedesel – generalny intendent scen królewskich
  - pani Scheurl – paryżanka, nieznająca języka niemieckiego, sparaliżowana w dolnej części ciała oraz jej najstarsza z trzech córek
  - Jeanette Scheurl (ur. ok. 1875) – niemiecko-francuska powieściopisarka, muzykalna i poważnie zainteresowana muzyką, Zeitblom nazywa ją dystyngowanie brzydką, o eleganckiej twarzy owcy, gdzie rysy chłopskie mieszały się z arystokratycznymi
  - Feliks Mottl
  - pan von Gleichen-Russwurm – autor książek o historii sztuki, rzekomy prawnuk Friedricha Schillera, skompromitowany w towarzystwie
  - docent Chaim Breisacher – polihistor, filozof
  - Sykstus Kridwiss – grafik i ilustrator, kolekcjoner z dzielnicy Schwabing
  - pani Zwitscher – aktorka, morfinistka
  - pani Binder-Majorescu – rumuńska komediopisarka z Bukowiny lub Siedmiogrodu
  - Tania (Tanja) Orlanda – śpiewaczka operowa, heroina, specjalizująca się w dziełach Wagnera
- salon Kridwissa w Schwabing:
  - Egon Unruhe – doktor, filozof i paleozoolog
  - Georg Vogler – profesor, historyk literatury
  - Gilgen Holzschuher, profesor, historyk sztuki, badacz Albrechta Dürera
  - Daniel Zur Höhe – poeta
- Ferdynand Edschmidt – dyrygent orkiestry Zapfenstösser
- doktor Edelmann – dyrektor wiedeńskiej Universal Edition
- pani von Tolna – wielbicielka i mecenaska twórczości Leverkühna, bogata wdowa
- Saul Fitelberg – polski żyd, międzynarodowy impresario muzyczny
- wydawca Radbruch, właściciel firmy Radbruch & Co, wydawca Schildknappa oraz pani Radbruch, jego żona
- hetera Esmeralda – lipska prostytutka, którą spotyka Leverkühn w burdelu; jej imię, hetaera Esmeralda, zamienione na dźwięki, stanowi podstawę motywiczną części kompozycji Leverkühna jako kryptogram, tj. przy ekwiwalencji rodzaju soggetto cavato jako wysokości h-e-a-e-a-es (technika stosowana przez wielu kompozytorów od czasów renesansu, m.in. przez Albana Berga)
- Helena Zeitblom (de domo Ölhafen) – córka profesora z Zwickau, żona Serenusa Zeitbloma, z którym miała córkę – także – Helenę
- doktor Kürbis – lekarz powiatowy z Pfeiffering
- Nottebohm – portrecista
- Nepomuk (Nepo lub Echo) Schneidewein (1923-) – siostrzeniec Leverkühna, który na czas swojej rekonwalescencji po odrze mieszka przy nim w Pfeiffering
- pies Suso, zwany także Kaschperl – stary towarzysz Leverkühna, nazywany przez oszalałego już kompozytora Praestigiar (imię psa Fausta z Fausta Goethego)

## Miejsca
- Kaisersaschern nad Saalą, w okręgu Merseburg (miejscowość fikcyjna nosząca cechy rodzinnego miasta Tomasza Manna, Lubeki)
- Lipsk
- Halle
- Monachium
- Pfeiffering niedaleko Waldshut (miejscowość fikcyjna, nosząca cechy Polling w Górnej Bawarii, niedaleko Weilheim, w drodze między Monachium a Garmisch-Partenkirchen)
- Freising nad Izarą

## Adaptacje
- Doktor Faustus, przedstawienie Teatru Telewizji Antoniego Halora z 1975